# 별량면
별량면(別良面)은 전라남도 순천시 남쪽에 위치한 면이다.

## 개요
별량면은 순천시에서 유일하게 중산간지, 평야지, 해안선으로 연결된 풍족한 생활 공간이다. 2,100ha의 넓고 기름진 농경지와 짱둥어, 꼬막, 맛조개 등 바다의 풍부한 어족자원과 화포선착장 등 해안선에서 순천만의 일출과 낙조의 아름다운 정경도 바라볼 수 있는 곳으로 특산품으로는 EM퇴비로 재배한 무농약쌀과 청정 미나리, 고들빼기가 있으며 음식점에서는 쭈꾸미구이, 짱뚱이탕, 맛구이, 해물탕 등의 싱싱하고 담백한 맛을 즐길 수 있다.

## 연혁
- 백제시대 : 감평군 별량면
- 757년 (신라 경덕왕 16년) : 승평군 별량면
- 1309년 (고려 충선왕 원년) : 승주목 별량면
- 1413년 (조선 태종 13년) : 순천도호부 낙안군 별량면
- 1895년 (조선 고종 32년) : 순천군 별량면
- 1949년 8월 15일 : 승주군 별량면 (승주읍이 순천시로 승격)
- 1995년 1월 1일 : 순천시 별량면 (순천시와 승주군이 통합)

## 행정 구역
| 법정리 | 한자명 | 행정리                        | 비고                   |
| ------ | ------ | ----------------------------- | ---------------------- |
| 구룡리 | 九龍面 | 구룡, 용두                    |                        |
| 금치리 | 琴峙里 | 금동, 대치, 진치, 과동        |                        |
| 대곡리 | 大谷里 | 상대, 하대, 이미              |                        |
| 대룡리 | 大龍里 | 대동, 용안, 개령              |                        |
| 덕정리 | 德亭里 | 신촌, 승곡, 상삼, 수덕        |                        |
| 동송리 | 東松里 | 동막, 송천, 신송              |                        |
| 두고리 | 斗庫里 | 덕산, 칠동, 서동, 도흥        |                        |
| 마산리 | 馬山里 | 고장, 창산, 거차, 신덕        |                        |
| 무풍리 | 武風里 | 무선, 풍류, 죽전, 금천        |                        |
| 봉림리 | 鳳林里 | 봉덕, 무림, 장기, 반곡, 석현, | 면 행정복지센터 소재지 |
| 송기리 | 松基里 | 송기, 구기                    |                        |
| 송학리 | 松鶴里 | 송정, 장학                    |                        |
| 쌍림리 | 雙林里 | 상림, 하림, 진목              |                        |
| 우산리 | 牛山里 | 내동, 외동, 간동              |                        |
| 운천리 | 雲天里 | 용운, 신천, 대려              |                        |
| 원창리 | 元倉里 | 신석, 척동                    |                        |
| 죽산리 | 竹山里 | 원산, 화산, 죽림              |                        |
| 학산리 | 鶴山里 | 학산, 장산, 화포, 우명        |                        |

## 교육
- 별량초등학교
- 송산초등학교 - 2000년 3월 1일 별량초등학교 송산분교장(대룡분교장 포함)로 편입 -  2011년 3월 1일 별량초등학교 송산분교에서 송산초등학교로 승격됨
- 별량남초등학교 - 2000년 3월 1일 별량초등학교로 통폐합
- 별량동초등학교 - 1996년 3월 1일 별량초등학교로 통폐합
- 마산초등학교 - 1993년 3월 1일 별량초등학교 마산분교장 편입  - 2009년 3월 1일 별량초등학교로 통폐합
- 별량북초등학교 - 1988년 03년 01일 송산초등학교 대룡분교장으로 편입
- 별량중학교
- 명신대학교 - 폐지